# Marina Goljadkina
Marina Sergeevna Goljadkina (in russo Марина Сергеевна Голядкина?, in ucraino Марина Сергіївна Голядкіна?, Maryna Serhiïvna Holjadkina; Donec'k, 13 giugno 1997) è una sincronetta ucraina naturalizzata russa.
Ha acquisito la cittadinanza russa nel 2015, diventando con la nuova squadra campionessa mondiale ai campionati di Budapest 2017.

## Carriera
Marina Goljadkina ha iniziato a praticare il nuoto sincronizzato a Donec'k, sua città natale in Ucraina, all'età di otto anni. Nel 2012 ha fatto il suo debutto internazionale, ottenendo i primi prestigiosi successi con le tre medaglie di bronzo vinte ai Mondiali di Barcellona 2013, partecipando al libero combinato e come atleta di riserva nei programmi libero e tecnico della gara a squadre. 
Nel 2015 ha acquisito la cittadinanza russa e si è trasferita a Mosca. Entrata a far parte della squadra titolare della Russia, agli Europei di Londra 2016 è due volte medaglia d'oro nel programma tecnico della gara a squadre e nel libero combinato. Con la squadra russa diventa anche campionessa mondiale aggiudicandosi il programma tecnico e quello libero ai campionati di Budapest 2017.
Ha rappresentato ROC ai Giochi olimpici di Tokyo 2020, dove ha vinto la medaglia d'oro nella gara a squadre.

## Palmarès

### Per ROC
- Giochi olimpici

Tokyo 2020: oro nella gara a squadre.

### Per l'Ucraina
- Mondiali

Barcellona 2013: bronzo nella gara a squadre (programma tecnico e libero) e nel libero combinato.

### Per la Russia
- Mondiali

Budapest 2017: oro nella gara a squadre (programma tecnico e libero).
Gwangju 2019: oro nella gara a squadre (programma tecnico e libero) e nel libero combinato.
- Europei

Londra 2016: oro nella gara a squadre (programma tecnico) e nel libero combinato.
Glasgow 2018: oro nella gara a squadre (programma tecnico e libero).